# Kim Gu-yong
Kim Gu-yong (김구용), también conocido por su seudónimo Kim Kku, fue un poeta y calígrafo coreano nacido el 5 de febrero de 1922 y fallecido el 28 de diciembre de 2001. Su poesía muestra el espíritu del taoísmo, pero también refleja el budismo. Se graduó en la Universidad Sungkyunkwan en 1955 y más tarde ejerció como profesor en la misma universidad. 

## Biografía
Kim Gu-yong nació como Kim Yeong-tak el 5 de febrero de 1922 en Sangju, provincia de Gyeongsang del Norte. Durante la ocupación colonial japonesa, Kim Gu-yong vivió en varios templos budistas, incluido el templo Donghaksa, donde estudió textos clásicos budistas, confucionistas y taoístas. Después de la Empancipación, entró en la Universidad Sungkyunkwan en Seúl y se graduó de literatura coreana. Debutó en la literatura en 1949 cuando aún era estudiante con la publicación de "Noche en las montañas" (Sanjungya) y "Oda a una pagoda blanca" (Baegtapsong) en Nuevo Mundo. Trabajó para la publicación mensual Hyundai Munhak y fue profesor en la Universidad Sungkyunkwan.

## Obra
Durante el periodo marcado por la devastadora posguerra, Kim Gu-yong fue un escritor que centró su objetivo poético en el tratamiento de la agitación política y psicosocial de la posguerra a través del singular punto de vista de la tradición religiosa budista. Escribe poemas en prosa y evita la rupturas y divisiones internas que se producen por los versos y estrofas de los versos tradicionales. Para sostener el elemento poético en su trabajo, usó un lenguaje poético rico en posibilidades semánticas. De hecho, la ausencia de versificación en sus trabajos hace que aumente la tensión de su lenguaje poético.
La carrera poética de Kim Gu-yong sufrió una transición desde los poemas en prosa de la época de posguerra a poemas más largos como "Canción de elogio de la diosa budista de la merced" (Gwaneumchan), "Ideales de un sueño" (Kkumui isang) y "Seis canciones" (Yukgok). Estos poemas más largos demuestran la profunda influencia del surrealismo occidental en el desarrollo de la estética del poeta.

## Obras en coreano
Recopilaciones
- Poemas 1 (1969)
- Poemas (1976)
- Nueve melodías (1978)

Poemas destacados
- "Canción de elogio de la diosa budista de la merced" (Gwaneumchan)
- "Ideales de un sueño" (Kkumui isang)
- "Seis canciones" (Yukgok)
- "Noche en las montañas" (Sanjungya)
- "Oda a una pagoda blanca" (Baegtapsong)
- "Escape" (Talchul)
- "Corazón del fulgor" (Bungwangui simjang)
- "Disperso" (Sanjae)
- "Esclavo desnudo" (Jeongnarahan noye)